# Егоров, Алексей Александрович
Егоров Алексей Александрович (28 мая 1918, Москва—25 сентября 1951) — военный лётчик-ас, штурман 212-го гвардейского истребительного авиационного полка 22-й гвардейской истребительной авиационной дивизии 6-го гвардейского истребительного авиационного корпуса 2-й воздушной армии, сбивший во время Великой Отечественной войны 24 самолёта противника лично и 7 в группе. Герой Советского Союза.

## Биография
Родился в семье рабочего. Русский. Член КПСС с 1943 года. Окончил школу ФЗУ. Работал слесарем на московском автозаводе. В Красной Армии с 1939 года. В 1941 году окончил Борисоглебскую военно-авиационную школу пилотов.
На фронтах Великой Отечественной войны с августа 1942 года. Штурман 212-го гвардейского истребительного авиационного 22-й гвардейской истребительной авиационной дивизии 6-го гвардейского истребительного авиационного корпуса 2-й воздушной армии гвардии капитан Егоров к маю 1945 года совершил 271 боевой вылет, в 66 воздушных боях сбил лично 24 и в группе 7 самолётов противника.
27 июля 1945 года А. А. Егорову присвоено звание Героя Советского Союза.
В 1951 году окончил Военно-воздушную академию. Подполковник Егоров командовал истребительным авиационным полком. 25 сентября 1951 года погиб в авиационной катастрофе. Похоронен в Москве на Ваганьковском кладбище.

## Награды
Награждён орденом Ленина, тремя орденами Красного Знамени, орденами Отечественной войны 1 степени, Красной Звезды, медалями.